# Llista de diputats del Parlament de Catalunya (XII Legislatura)
A continuació hi ha la llista de diputats del Parlament de Catalunya de la XII legislatura, el conjunt de càrrecs electes que constitueixen actualment el Parlament de Catalunya fruit dels resultats de les eleccions al Parlament de Catalunya de 2017. De les 7 candidatures de què es compon el Parlament, totes disposen de grup propi excepte la CUP i el PP, per sota del llindar dels 5 diputats necessaris per formar-lo.

## Composició del Ple del Parlament
Els resultats de les eleccions al Parlament de 2017 van ser els que es mostren en la taula següent:
|  | Candidatura     | Barcelona | Tarragona | Girona | Lleida | Total |
|  | --------------- | --------- | --------- | ------ | ------ | ----- |
|  | C's             | 24        | 5         | 4      | 3      | 36    |
|  | Junts per Cat   | 17        | 4         | 7      | 6      | 34    |
|  | ERC             | 18        | 5         | 4      | 5      | 32    |
|  | PSC-PSOE        | 13        | 2         | 1      | 1      | 17    |
|  | CatenComú-Podem | 7         | 1         | 0      | 0      | 8     |
|  | CUP             | 3         | 0         | 1      | 0      | 4     |
|  | PP              | 3         | 1         | 0      | 0      | 4     |
|  | Total           | 85        | 18        | 17     | 15     | 135   |

## Diputats

### Mesa
|  | Nom                            | Imatge                         | Grup parlamentari       | Circumscripció | Legislatures anteriors   | Inici mandat        | Fi mandat | Càrrec |
|  | ------------------------------ | ------------------------------ | ----------------------- | -------------- | ------------------------ | ------------------- | --------- | --- |
|  | Roger Torrent i Ramió          | Roger Torrent i Ramió          | ERC                     | Girona         | X, XI                    | 17 de gener de 2018 |           | President del Parlament                                                                                       |
|  | Josep Costa i Rosselló         | Josep Costa i Rosselló         | JxCAT (Independent)     | Barcelona      |                          | 17 de gener de 2018 |           | Vicepresident Primer                                                                                          |
|  | Joan García González           | Joan García González           | Ciutadans               | Barcelona      | XI                       | 17 de gener de 2018 |           | Secretari Tercer (17 de gener de 2018-29 de maig de 2019) Vicepresident Segon (29 de maig de 2019-actualitat) |
|  | Eusebi Campdepadrós i Pucurull | Eusebi Campdepadrós i Pucurull | JxCAT (ERC/Independent) | Tarragona      |                          | 17 de gener de 2018 |           | Secretari Primer                                                                                              |
|  | David Pérez i Ibáñez           | David Pérez i Ibáñez           | PSC                     | Barcelona      | VI, VII, VIII, IX, X, XI | 17 de gener de 2018 |           | Secretari Segon                                                                                               |
|  | Laura Vílchez Sánchez          |                                | Ciutadans               | Barcelona      | XI                       | 17 de gener de 2018 |           | Secretària Tercera (29 de maig de 2019-actualitat)                                                            |
|  | Rut Ribas i Martí              |                                | ERC                     | Barcelona      |                          | 17 de gener de 2018 |           | Secretària Quarta (26 de novembre de 2019-actualitat)                                                         |

### Junta de Portaveus
|  | Nom                         | Imatge                      | Grup parlamentari                   | Circumscripció | Legislatures anteriors | Inici mandat        | Fi mandat | Càrrec |
|  | --------------------------- | --------------------------- | ----------------------------------- | -------------- | ---------------------- | ------------------- | --------- | --- |
|  | Lorena Roldán Suárez        |                             | Ciutadans                           | Tarragona      | XI                     | 17 de gener de 2018 |           | Portaveu de Ciutadans (21 de maig de 2019-actualitat)                                                                                                |
|  | Marina Bravo Sobrino        |                             | Ciutadans                           | Barcelona      | XI                     | 17 de gener de 2018 |           | Portaveu adjunta de Ciutadans (1 d'agost de 2018-actualitat)                                                                                         |
|  | Gemma Geis i Carreras       | Gemma Geis i Carreras       | JxCAT (Independent)                 | Girona         |                        | 17 de gener de 2018 |           | Portaveu adjunta de Junts per Catalunya (1 d'octubre de 2019-26 d'octubre de 2020) Portaveu de Junts per Catalunya (26 d'octubre de 2020-actualitat) |
|  | Josep Maria Forné i Febrer  | Josep Maria Forné i Febrer  | JxCAT (Independent)                 | Lleida         | XI                     | 17 de gener de 2018 |           | Portaveu adjunt de Junts per Catalunya (26 d'octubre de 2020-actualitat)                                                                             |
|  | Anna Caula i Paretas        | Anna Caula i Paretas        | ERC (Independent)                   | Girona         | XI                     | 17 de gener de 2018 |           | Portaveu d'ERC (3 de maig de 2018-actualitat) |
|  | Josep Maria Jové i Lladó    |                             | ERC                                 | Barcelona      |                        | 17 de gener de 2018 |           | Portaveu adjunt d'ERC (25 de juny de 2020-actualitat)                                                                                                |
|  | Eva Granados Galiano        | Eva Granados Galiano        | PSC                                 | Barcelona      | IX, X, XI              | 17 de gener de 2018 |           | Portaveu del PSC |
|  | Ferran Pedret i Santos      | Ferran Pedret i Santos      | PSC                                 | Barcelona      | X, XI                  | 17 de gener de 2018 |           | Portaveu adjunt del PSC |
|  | Susana Segovia Sánchez      | Susana Segovia Sánchez      | CatenComú-Podem (Barcelona en Comú) | Barcelona      |                        | 17 de gener de 2018 |           | Portaveu de CatenComú-Podem (30 d'octubre de 2018-actualitat)                                                                                        |
|  | Marta Ribas Frías           |                             | CatenComú-Podem (Catalunya en Comú) | Barcelona      | X, XI                  | 17 de gener de 2018 |           | Portaveu adjunta de CatenComú-Podem |
|  | Carles Riera Albert         | Carles Riera Albert         | Grup mixt (CUP)                     | Barcelona      | XI                     | 17 de gener de 2018 |           | Representant de la CUP |
|  | Alejandro Fernández Álvarez | Alejandro Fernández Álvarez | Grup mixt (PP)                      | Tarragona      | X, XI                  | 17 de gener de 2018 |           | Representant del PP (31 de gener de 2019-actualitat)                                                                                                 |

### Resta del Ple
|  | Nom                                         | Imatge                            | Grup parlamentari                   | Circumscripció | Legislatures anteriors      | Inici mandat           | Fi mandat              | Càrrec |
|  | ------------------------------------------- | --------------------------------- | ----------------------------------- | -------------- | --------------------------- | ---------------------- | ---------------------- | --- |
|  | Inés Arrimadas García                       | Inés Arrimadas García             | Ciutadans                           | Barcelona      | X, XI                       | 17 de gener de 2018    | 20 de maig de 2019     | Cap de l'oposició (14 de juny de 2018-20 de maig de 2019) Presidenta del Grup Parlamentari de Ciutadans (14 de juny de 2018-20 de maig de 2019)                                               |
|  | Carlos Carrizosa Torres                     | Carlos Carrizosa Torres           | Ciutadans                           | Barcelona      | X, XI                       | 17 de gener de 2018    |                        | Portaveu de Ciutadans (29 de gener de 2018-21 de maig de 2019) Cap de l'oposició (21 de maig de 2019-actualitat) President del Grup Parlamentari de Ciutadans (21 de maig de 2019-actualitat) |
|  | José María Espejo-Saavedra Conesa           | José María Espejo-Saavedra Conesa | Ciutadans                           | Barcelona      | X, XI                       | 17 de gener de 2018    | 20 de maig de 2019     | Vicepresident Segon (17 de gener de 2018-20 de maig de 2019) |
|  | Fernando Tomás de Páramo Gómez              | Fernando Tomás de Páramo Gómez    | Ciutadans                           | Barcelona      | XI                          | 17 de gener de 2018    | 31 de juliol de 2018   | Portaveu adjunt de Ciutadans (29 de gener de 2018-31 de juliol de 2018) |
|  | Sonia Sierra Infante                        | Sonia Sierra Infante              | Ciutadans                           | Barcelona      | XI                          | 17 de gener de 2018    |                        | |
|  | Ignacio Martín Blanco                       |                                   | Ciutadans                           | Barcelona      | XI                          | 17 de gener de 2018    |                        | |
|  | David Mejía Ayra                            |                                   | Ciutadans                           | Barcelona      | XI                          | 17 de gener de 2018    |                        | |
|  | Noemí de la Calle Sifré                     |                                   | Ciutadans                           | Barcelona      | XI                          | 17 de gener de 2018    |                        | |
|  | Antonio Espinosa Cerrato                    |                                   | Ciutadans                           | Barcelona      | XI                          | 17 de gener de 2018    |                        | |
|  | Susana Beltrán García                       |                                   | Ciutadans                           | Barcelona      | XI                          | 17 de gener de 2018    |                        | |
|  | María Luz Guilarte Sánchez                  |                                   | Ciutadans                           | Barcelona      |                             | 17 de gener de 2018    | 18 de juliol de 2019   | |
|  | Martín Eusebio Barra López                  |                                   | Ciutadans                           | Barcelona      | XI                          | 17 de gener de 2018    |                        | |
|  | Blanca Victoria Navarro Pacheco             |                                   | Ciutadans                           | Barcelona      |                             | 17 de gener de 2018    |                        | |
|  | José María Cano Navarro                     |                                   | Ciutadans                           | Barcelona      |                             | 17 de gener de 2018    |                        | |
|  | Sergio Sanz Jiménez                         |                                   | Ciutadans                           | Barcelona      | XI                          | 17 de gener de 2018    |                        | |
|  | Carmen de Rivera Pla                        | Carmen de Rivera Pla              | Ciutadans                           | Barcelona      | X, XI                       | 17 de gener de 2018    |                        | |
|  | Elisabeth Valencia Mimbrero                 |                                   | Ciutadans                           | Barcelona      | XI                          | 17 de gener de 2018    |                        | |
|  | María Francisca Valle Fuentes               |                                   | Ciutadans                           | Barcelona      | XI                          | 17 de gener de 2018    |                        | |
|  | Munia Fernández-Jordán Celorio              |                                   | Ciutadans                           | Barcelona      |                             | 17 de gener de 2018    |                        | |
|  | Dimas Gragera Velaz                         |                                   | Ciutadans                           | Barcelona      |                             | 17 de gener de 2018    |                        | |
|  | Manuel Rodríguez de l'Hotellerie de Fallois |                                   | Ciutadans                           | Barcelona      |                             | 17 de gener de 2018    |                        | |
|  | Martí Pachamé Barrera                       |                                   | Ciutadans                           | Barcelona      |                             | 4 de setembre de 2018  |                        | |
|  | Jorge Feijóo Suñol                          |                                   | Ciutadans                           | Barcelona      |                             | 28 de maig de 2019     |                        | |
|  | Mercè Escofet Sala                          |                                   | Ciutadans                           | Barcelona      |                             | 28 de maig de 2019     |                        | |
|  | Manuel Losada Seivane                       |                                   | Ciutadans                           | Barcelona      |                             | 18 de juliol de 2019   |                        | |
|  | Jean Castel Sucarrat                        |                                   | Ciutadans                           | Girona         | XI                          | 17 de gener de 2018    |                        | |
|  | Alfonso Sánchez Fisac                       | Alfonso Sánchez Fisac             | Ciutadans                           | Girona         | XI                          | 17 de gener de 2018    |                        | |
|  | Héctor Amellò Montiu                        |                                   | Ciutadans                           | Girona         | XI                          | 17 de gener de 2018    |                        | |
|  | Maria del Camino Fernández Riol             |                                   | Ciutadans                           | Girona         |                             | 17 de gener de 2018    |                        | |
|  | Jorge Soler González                        | Jorge Soler González              | Ciutadans                           | Lleida         | XI                          | 17 de gener de 2018    |                        | |
|  | Javier Rivas Escamilla                      |                                   | Ciutadans                           | Lleida         | XI                          | 17 de gener de 2018    |                        | |
|  | David Bertran Román                         |                                   | Ciutadans                           | Lleida         |                             | 17 de gener de 2018    |                        | |
|  | Matías Alonso Ruiz                          |                                   | Ciutadans                           | Tarragona      | X, XI                       | 17 de gener de 2018    |                        | |
|  | Carlos Sánchez Martín                       |                                   | Ciutadans                           | Tarragona      | XI                          | 17 de gener de 2018    |                        | |
|  | Francisco Javier Domínguez Serrano          |                                   | Ciutadans                           | Tarragona      | XI                          | 17 de gener de 2018    |                        | |
|  | Maialen Fernández Cabezas                   |                                   | Ciutadans                           | Tarragona      |                             | 17 de gener de 2018    |                        | |
|  | Carles Puigdemont i Casamajó                | Carles Puigdemont i Casamajó      | JxCAT (PDeCAT)                      | Barcelona      | VIII, IX, X, XI             | 17 de gener de 2018    | 7 de gener de 2020     | |
|  | Jordi Sànchez i Picanyol                    | Jordi Sànchez i Picanyol          | JxCAT (Independent)                 | Barcelona      |                             | 17 de gener de 2018    | 17 de maig de 2019     | President del Grup Parlamentari de Junts per Catalunya |
|  | Clara Ponsatí i Obiols                      | Clara Ponsatí i Obiols            | JxCAT (Independent)                 | Barcelona      |                             | 17 de gener de 2018    | 29 de gener de 2018    | |
|  | Jordi Turull i Negre                        | Jordi Turull i Negre              | JxCAT (PDeCAT)                      | Barcelona      | VI, VIII, IX, X, XI         | 17 de gener de 2018    | 17 de maig de 2019     | |
|  | Laura Borràs i Castanyer                    | Laura Borràs i Castanyer          | JxCAT (Independent)                 | Barcelona      |                             | 17 de gener de 2018    | 20 de maig de 2019     | |
|  | Josep Rull i Andreu                         | Josep Rull i Andreu               | JxCAT (PDeCAT)                      | Barcelona      | V, VI, VII, VIII, IX, X, XI | 17 de gener de 2018    | 17 de maig de 2019     | |
|  | Joaquim Forn i Chiariello                   | Joaquim Forn i Chiariello         | JxCAT (PDeCAT)                      | Barcelona      |                             | 17 de gener de 2018    | 23 de gener de 2018    | |
|  | Eduard Pujol i Bonell                       | Eduard Pujol i Bonell             | JxCAT (Independent)                 | Barcelona      |                             | 17 de gener de 2018    | 27 d'octubre de 2020   | Portaveu adjunt de Junts per Catalunya (29 de gener de 2018-30 de setembre de 2019) Potaveu de Junts per Catalunya (30 de setembre de 2019-27 d'octubre 2020)                                 |
|  | Aurora Madaula i Giménez                    | Aurora Madaula i Giménez          | JxCAT (Independent)                 | Barcelona      |                             | 17 de gener de 2018    |                        | |
|  | Elsa Artadi i Vila                          | Elsa Artadi i Vila                | JxCAT                               | Barcelona      |                             | 17 de gener de 2018    |                        | Portaveu de Junts per Catalunya (29 de gener de 2018-30 de maig de 2018) |
|  | Joaquim Torra i Pla                         | Joaquim Torra i Pla               | JxCAT (Independent)                 | Barcelona      |                             | 17 de gener de 2018    | 27 de gener de 2020    | President de la Generalitat de Catalunya |
|  | Lluís Font i Espinós                        | Lluís Font i Espinós              | JxCAT (Independent)                 | Barcelona      |                             | 17 de gener de 2018    |                        | |
|  | Josep Riera i Font                          |                                   | JxCAT (Independent)                 | Barcelona      |                             | 17 de gener de 2018    |                        | |
|  | Anna Tarrés i Campa                         | Anna Tarrés i Campa               | JxCAT (Independent)                 | Barcelona      |                             | 17 de gener de 2018    |                        | |
|  | Maria Isabel Ferrer i Àlvarez               |                                   | JxCAT (Independent)                 | Barcelona      |                             | 17 de gener de 2018    | 8 de juny de 2018      | |
|  | Francesc de Dalmases i Thió                 | Francesc de Dalmases i Thió       | JxCAT (Independent)                 | Barcelona      |                             | 17 de gener de 2018    |                        | |
|  | Antoni Morral i Berenguer                   | Antoni Morral i Berenguer         | JxCAT (Independent)                 | Barcelona      |                             | 23 de gener de 2018    |                        | |
|  | Sawla El Garbhi                             |                                   | JxCAT (Independent)                 | Barcelona      |                             | 29 de gener de 2018    |                        | |
|  | Anna Erra i Solà                            | Anna Erra i Solà                  | JxCAT (PDeCat)                      | Barcelona      |                             | 19 de juny de 2018     |                        | |
|  | Miquel Buch i Moya                          | Miquel Buch i Moya                | JxCAT (PDeCAT)                      | Barcelona      |                             | 28 de maig de 2019     |                        | |
|  | Maria Elena Fort i Cisneros                 |                                   | JxCAT (Independent)                 | Barcelona      |                             | 25 de maig de 2019     |                        | |
|  | Josep Puig i Boix                           |                                   | JxCAT (Independent)                 | Barcelona      |                             | 28 de maig de 2019     |                        | |
|  | Glòria Freixa i Vilardell                   |                                   | JxCAT                               | Barcelona      |                             | 28 de maig de 2019     |                        | |
|  | Ferran Mascarell i Canalda                  | Ferran Mascarell i Canalda        | JxCAT (Independent)                 | Barcelona      | VIII                        | 4 de febrer de 2020    |                        | |
|  | Maria Senserrich i Guitart                  | Maria Senserrich i Guitart        | JxCAT (PDeCAT)                      | Barcelona      | IX, X, XI                   | 24 de novembre de 2020 |                        | |
|  | Santiago Vilanova i Tané                    | Santiago Vilanova i Tané          | JxCAT (Independent)                 | Barcelona      |                             | 17 de novembre de 2020 |                        | |
|  | Lluís Puig i Gordi                          | Lluís Puig i Gordi                | JxCAT (PDeCAT)                      | Girona         |                             | 17 de gener de 2018    | 29 de gener de 2018    | |
|  | Marta Madrenas i Mir                        | Marta Madrenas i Mir              | JxCAT (PDeCAT)                      | Girona         |                             | 17 de gener de 2018    |                        | |
|  | Narcís Clara i Lloret                       |                                   | JxCAT (Independent)                 | Girona         |                             | 17 de gener de 2018    |                        | |
|  | Lluís Guinó i Subirós                       | Lluís Guinó i Subirós             | JxCAT (PDeCAT)                      | Girona         | IX, X, XI                   | 17 de gener de 2018    |                        | |
|  | Jordi Munell i Garcia                       | Jordi Munell i Garcia             | JxCAT (PDeCAT)                      | Girona         | XI                          | 17 de gener de 2018    |                        | |
|  | Francesc Xavier Ten i Costa                 | Francesc Xavier Ten i Costa       | JxCAT (Independent)                 | Girona         |                             | 17 de gener de 2018    |                        | |
|  | Ferran Roquer Padrosa                       | Ferran Roquer Padrosa             | JxCAT (PDeCAT)                      | Girona         |                             | 29 de gener de 2018    |                        | |
|  | Marc Solsona i Aixalà                       | Marc Solsona i Aixalà             | JxCAT (PDeCAT)                      | Lleida         | X, XI                       | 17 de gener de 2018    |                        | |
|  | Imma Gallardo Barceló                       |                                   | JxCAT (PDeCAT)                      | Lleida         |                             | 17 de gener de 2018    |                        | |
|  | Xavier Quinquillà Durich                    |                                   | JxCAT (Independent)                 | Lleida         |                             | 17 de gener de 2018    |                        | |
|  | Montserrat Macià Gou                        |                                   | JxCAT (Independent)                 | Lleida         |                             | 17 de gener de 2018    |                        | |
|  | Anna Geli España                            |                                   | JxCAT (Independent)                 | Lleida         |                             | 17 de gener de 2018    |                        | |
|  | Teresa Pallarès Piqué                       | Teresa Pallarès Piqué             | JxCAT (Independent)                 | Tarragona      |                             | 17 de gener de 2018    |                        | |
|  | Albert Batet i Canadell                     | Albert Batet i Canadell           | JxCAT (PDeCAT)                      | Tarragona      | XI                          | 17 de gener de 2018    |                        | Portaveu de Junts per Catalunya (30 de maig de 2018-1 d'octubre de 2019) President del Grup Parlamentari de Junts per Catalunya (1 d'octubre de 2019-actualitat)                              |
|  | Mònica Sales de la Cruz                     |                                   | JxCAT (PDeCAT)                      | Tarragona      |                             | 17 de gener de 2018    |                        | |
|  | Oriol Junqueras i Vies                      | Oriol Junqueras i Vies            | ERC                                 | Barcelona      | X, XI                       | 17 de gener de 2018    | 20 de maig de 2019     | |
|  | Marta Rovira i Vergés                       | Marta Rovira i Vergés             | ERC                                 | Barcelona      | X, XI                       | 17 de gener de 2018    | 22 de març de 2018     | |
|  | Raül Romeva i Rueda                         | Raül Romeva i Rueda               | ERC (Independent)                   | Barcelona      | XI                          | 17 de gener de 2018    | 29 d'octubre de 2019   | |
|  | Carme Forcadell i Lluís                     | Carme Forcadell i Lluís           | ERC                                 | Barcelona      | XI                          | 17 de gener de 2018    | 22 de març de 2018     | |
|  | Carles Mundó i Blanch                       | Carles Mundó i Blanch             | ERC                                 | Barcelona      | X, XI                       | –                      | 9 de gener de 2018     | |
|  | Alba Vergés i Bosch                         | Alba Vergés i Bosch               | ERC                                 | Barcelona      | XI                          | 17 de gener de 2018    | 14 de juny de 2018     | Secretària Quarta (17 de gener de 2018-6 de juny de 2018) |
|  | Antoni Comín i Oliveres                     | Antoni Comín i Oliveres           | ERC                                 | Barcelona      | VII, VII, XI                | 17 de gener de 2018    | 7 de gener de 2020     | |
|  | Jenn Díaz Ruiz                              | Jenn Díaz Ruiz                    | ERC (Independent)                   | Barcelona      | X, XI                       | 17 de gener de 2018    |                        | |
|  | Ruben Wagensberg                            | Ruben Wagensberg                  | ERC (Independent)                   | Barcelona      |                             | 17 de gener de 2018    |                        | |
|  | Najat Driouech Ben Moussa                   | Najat Driouech Ben Moussa         | ERC (Independent)                   | Barcelona      |                             | 17 de gener de 2018    |                        | |
|  | Eva Baró i Ramos                            | Eva Baró i Ramos                  | ERC                                 | Barcelona      |                             | 17 de gener de 2018    | 16 de juliol de 2019   | |
|  | Ernest Maragall i Mira                      | Ernest Maragall i Mira            | ERC (MES)                           | Barcelona      | X                           | 17 de gener de 2018    |                        | |
|  | Antoni Castellà i Clavé                     | Antoni Castellà i Clavé           | ERC (DC)                            | Barcelona      | VI, VII, VIII, IX, X, XI    | 17 de gener de 2018    |                        | |
|  | Adriana Delgado i Herreros                  |                                   | ERC                                 | Barcelona      | XI                          | 17 de gener de 2018    |                        | Secretària Quarta (6 de juny de 2018-26 de novembre de 2019) |
|  | Jordi Albert i Caballero                    |                                   | ERC                                 | Barcelona      |                             | 17 de gener de 2018    |                        | |
|  | Mònica Palacín i París                      |                                   | ERC                                 | Barcelona      |                             | 17 de gener de 2018    |                        | |
|  | Gerard Gómez del Moral i Fuster             |                                   | ERC                                 | Barcelona      |                             | 17 de gener de 2018    | 20 de maig de 2019     | Portaveu adjunt d'ERC (3 de maig de 2018-20 de maig de 2019) |
|  | Assumpció Laïlla i Jou                      | Assumpció Laïlla i Jou            | ERC (DC)                            | Barcelona      | VIII, IX, X, XI             | 23 de març de 2018     |                        | |
|  | Chakir El Homrani Lesfar                    | Chakir El Homrani Lesfar          | ERC                                 | Barcelona      | XI                          | 23 de març de 2018     | 14 de juny de 2018     | |
|  | Marc Sanglas i Alcantarilla                 |                                   | ERC                                 | Barcelona      | IX, X, XI                   | 14 de juny de 2018     |                        | |
|  | Lluïsa Llop i Fernàndez                     |                                   | ERC                                 | Barcelona      |                             | 14 de juny de 2018     |                        | |
|  | Núria Picas i Albets                        | Núria Picas i Albets              | ERC                                 | Barcelona      |                             | 28 de maig de 2019     |                        | |
|  | José Rodríguez Fernández                    |                                   | ERC                                 | Barcelona      |                             | 28 de maig de 2019     |                        | |
|  | Aurora Carbonell i Abella                   |                                   | ERC                                 | Barcelona      |                             | 25 de juliol de 2019   |                        | |
|  | Eduardo Reyes Pino                          | Eduardo Reyes Pino                | ERC                                 | Barcelona      | XI                          | 26 de novembre de 2019 |                        | |
|  | Alba Metge i Climent                        |                                   | ERC                                 | Barcelona      |                             | 22 de gener de 2020    |                        | |
|  | Dolors Bassa i Coll                         | Dolors Bassa i Coll               | ERC                                 | Girona         | XI                          | 17 de gener de 2018    | 22 de març de 2018     | |
|  | Sergi Sabrià i Benito                       | Sergi Sabrià i Benito             | ERC                                 | Girona         | X, XI                       | 17 de gener de 2018    |                        | Portaveu d'ERC (29 de gener de 2018-3 de maig de 2018) President del Grup Parlamentari Republicà (3 de maig de 2018-actualitat)                                                               |
|  | Magdalena Casamitjana i Aguilà              | Magdalena Casamitjana i Aguilà    | ERC (MES)                           | Girona         | XI                          | 23 de març de 2018     | 30 de novembre de 2018 | |
|  | Jordi Orobitg i Solé                        |                                   | ERC                                 | Girona         | XI                          | 11 de desembre de 2018 |                        | |
|  | Meritxell Serret i Aleu                     | Meritxell Serret i Aleu           | ERC                                 | Lleida         |                             | 17 de gener de 2018    | 29 de gener de 2018    | |
|  | Bernat Solé i Barril                        | Bernat Solé i Barril              | ERC                                 | Lleida         | XI                          | 17 de gener de 2018    |                        | Portaveu adjunt d'ERC (29 de maig de 2019-25 de juny de 2020) |
|  | Gemma Espigares i Tribó                     |                                   | ERC                                 | Lleida         |                             | 17 de gener de 2018    |                        | |
|  | Francesc Viaplana i Manresa                 |                                   | ERC (Independent)                   | Lleida         |                             | 17 de gener de 2018    |                        | |
|  | Montserrat Fornells i Solé                  | Montserrat Fornells i Solé        | ERC                                 | Lleida         | XI                          | 17 de gener de 2018    |                        | |
|  | David Rodríguez i González                  | David Rodríguez i González        | ERC                                 | Lleida         | XI                          | 29 de gener de 2018    | 20 de setembre de 2018 | |
|  | Marta Vilalta i Torres                      | Marta Vilalta i Torres            | ERC                                 | Lleida         | XI                          | 2 d'octubre de 2018    |                        | |
|  | Òscar Peris i Ròdenas                       | Òscar Peris i Ròdenas             | ERC                                 | Tarragona      |                             | 17 de gener de 2018    | 24 de juliol de 2018   | |
|  | Raquel Sans i Guerra                        |                                   | ERC                                 | Tarragona      |                             | 2 d'octubre de 2018    |                        | |
|  | Noemí Llauradó i Sans                       |                                   | ERC                                 | Tarragona      |                             | 17 de gener de 2018    |                        | |
|  | Josep Lluís Salvadó i Tenesa                | Josep Lluís Salvadó i Tenesa      | ERC                                 | Tarragona      | X, XI                       | 17 de gener de 2018    |                        | |
|  | Irene Fornós i Curto                        |                                   | ERC                                 | Tarragona      |                             | 17 de gener de 2018    |                        | |
|  | Ferran Civit i Martí                        | Ferran Civit i Martí              | ERC                                 | Tarragona      |                             | 17 de gener de 2018    |                        | |
|  | Miquel Iceta i Llorens                      | Miquel Iceta i Llorens            | PSC                                 | Barcelona      | VI, VII, VIII, IX, X, XI    | 17 de gener de 2018    |                        | President del Grup Parlamentari Socialistes i Units per Avançar |
|  | Ramon Espadaler i Parcerisas                | Ramon Espadaler i Parcerisas      | PSC (Els Units)                     | Barcelona      | IV, V, VI, VII, VIII, IX, X | 17 de gener de 2018    |                        | |
|  | Beatriz Silva Gallardo                      |                                   | PSC                                 | Barcelona      |                             | 17 de gener de 2018    |                        | |
|  | Alícia Romero Llano                         |                                   | PSC                                 | Barcelona      | X, XI                       | 17 de gener de 2018    |                        | |
|  | Jordi Terrades i Santacreu                  |                                   | PSC                                 | Barcelona      | VII, VIII, IX, X, XI        | 17 de gener de 2018    |                        | |
|  | Assumpta Escarp Gibert                      | Assumpta Escarp Gibert            | PSC                                 | Barcelona      | XI                          | 17 de gener de 2018    |                        | |
|  | Esther Niubó Cindoncha                      |                                   | PSC                                 | Barcelona      | XI                          | 17 de gener de 2018    |                        | |
|  | Pol Gibert Horcas                           | Pol Gibert Horcas                 | PSC                                 | Barcelona      | XI                          | 17 de gener de 2018    |                        | |
|  | Marta Moreta i Rovira                       |                                   | PSC                                 | Barcelona      | XI                          | 17 de gener de 2018    |                        | |
|  | Raúl Moreno Montaña                         |                                   | PSC                                 | Barcelona      | XI                          | 17 de gener de 2018    |                        | |
|  | Rafel Bruguera i Batalla                    |                                   | PSC                                 | Girona         | XI                          | 17 de gener de 2018    |                        | |
|  | Òscar Ordeig Molist                         |                                   | PSC                                 | Lleida         | XI                          | 17 de gener de 2018    |                        | |
|  | Rosa M. Ibarra Ollé                         |                                   | PSC                                 | Tarragona      | XI                          | 17 de gener de 2018    |                        | |
|  | Carles Castillo Rosique                     |                                   | PSC                                 | Tarragona      | XI                          | 17 de gener de 2018    | 14 de setembre de 2020 | |
|  | Joan Antoni Caballol i Angelats             |                                   | PSC (Units per Avançar)             | Tarragona      |                             | 18 de setembre de 2020 |                        | |
|  | Xavier Domènech i Sampere                   | Xavier Domènech i Sampere         | CatenComú-Podem (Catalunya en Comú) | Barcelona      |                             | 17 de gener de 2018    | 12 de setembre de 2018 | |
|  | Elisenda Alamany Gutiérrez                  | Elisenda Alamany Gutiérrez        | CatenComú-Podem (Catalunya en Comú) | Barcelona      |                             | 17 de gener de 2018    | 2 d'abril de 2019      | Portaveu de CatenComú-Podem (18 de gener de 2018-30 d'octubre de 2018) |
|  | Jéssica Albiach Satorres                    | Jéssica Albiach Satorres          | CatenComú-Podem (Podemos)           | Barcelona      | XI                          | 17 de gener de 2018    |                        | Presidenta del Grup Parlamentari de Catalunya en Comú Podem (18 de juliol de 2018-actualitat)                                                                                                 |
|  | Joan Josep Nuet i Pujals                    | Joan Josep Nuet i Pujals          | CatenComú-Podem (Catalunya en Comú) | Barcelona      | XI                          | 17 de gener de 2018    | 20 de març de 2019     | |
|  | David Cid Colomer                           | David Cid Colomer                 | CatenComú-Podem (Catalunya en Comú) | Barcelona      |                             | 17 de gener de 2018    |                        | |
|  | Lucas Silvano Ferro Solé                    |                                   | CatenComú-Podem (Podemos)           | Barcelona      |                             | 26 de setembre de 2018 |                        | |
|  | Marc Parés Franzi                           |                                   | CatenComú-Podem (Catalunya en Comú) | Barcelona      |                             | 4 de març de 2019      |                        | |
|  | Concepción Abellán Carretero                |                                   | CatenComú-Podem (Podemos)           | Barcelona      |                             | 16 d'abril de 2019     |                        | |
|  | Yolanda López Fernández                     |                                   | CatenComú-Podem (Podemos)           | Tarragona      |                             | 17 de gener de 2018    |                        | |
|  | Maria Sirvent Escrig                        | Maria Sirvent Escrig              | Grup mixt (CUP)                     | Barcelona      |                             | 17 de gener de 2018    |                        | |
|  | Vidal Aragonés Chicharro                    | Vidal Aragonés Chicharro          | Grup mixt (CUP)                     | Barcelona      |                             | 17 de gener de 2018    |                        | |
|  | Natàlia Sànchez Dipp                        | Natàlia Sànchez Dipp              | Grup mixt (CUP)                     | Girona         |                             | 17 de gener de 2018    |                        | |
|  | Xavier García Albiol                        | Xavier García Albiol              | Grup mixt (PP)                      | Barcelona      | XI                          | 17 de gener de 2018    | 31 de gener de 2019    | Representant del PP (29 de gener de 2018-31 de gener de 2019) |
|  | Andrea Levy Soler                           | Andrea Levy Soler                 | Grup mixt (PP)                      | Barcelona      | XI                          | 17 de gener de 2018    | 9 de maig de 2019      | |
|  | Santiago Rodríguez Serra                    | Santiago Rodríguez Serra          | Grup mixt (PP)                      | Barcelona      | VII, VIII, IX, X, XI        | 17 de gener de 2018    |                        | |
|  | Esperanza García González                   |                                   | Grup mixt (PP)                      | Barcelona      | XI                          | 6 de febrer de 2019    | 6 d'octubre de 2020    | |
|  | Daniel Serrano Coronado                     |                                   | Grup mixt (PP)                      | Barcelona      | X                           | 15 de maig de 2019     |                        | |
|  | Manuel Reyes López                          | Manuel Reyes López                | Grup mixt (PP)                      | Barcelona      |                             | 13 d'octubre de 2020   |                        | |